# Svetlana Boym
Svetlana Boym (en ruso: Светла́на Ю́рьевна Бо́йм; San Petersburgo, 1959-Boston, 5 de agosto de 2015) fue una teórica cultural, artista visual, mediática, dramaturga y novelista ruso-estadounidense.

## Primeros años
Nació en Leningrado (actualmente San Petersburgo), Unión Soviética (actual Rusia). Estudió español en el Instituto Pedagógico Herzen de Leningrado. A los 19 años emigró a Boston, después de pasar un tiempo en un campo de tránsito para refugiados en Simmering, un distrito de Viena. Posteriormente, su padre perdió su puesto de ingeniero y a sus padres se les negó el derecho a salir de la URSS durante seis años.
Recibió una maestría de la Universidad de Boston y un doctorado de Universidad de Harvard en 1988.

## Carrera
Fue profesora Curt Hugo Reisinger de literatura eslava y comparada en la Universidad de Harvard. Así mismo asociada de la Escuela de Graduados en Diseño y Arquitectura de la Universidad de Harvard. Gran parte de su trabajo se centró en desarrollar el nuevo concepto teórico de lo fuera de lo moderno.

### Escritura
Su trabajo escrito exploró las relaciones entre la utopía y el kitsch, la memoria y la modernidad, y la nostalgia y la enfermedad del hogar. Sus intereses de investigación incluyeron la literatura rusa del siglo XX, los estudios culturales, la literatura comparada y los estudios literarios. Además de enseñar y escribir, también formó parte del Colectivo Editorial de la revista académica interdisciplinaria Public Culture. Recibió una beca Guggenheim, el premio Cabot de investigación en humanidades y un premio del American Council of Learned Societies. Ganó una beca de la empresa Gilette que le permitió estudiar medio año en la Academia Americana de Berlín.

### Práctica artística
En 2006, se inauguró una exposición que muestra el arte mediático de Boym en Factory Rog-Metelkovo, un espacio de arte en Liubliana durante el Festival Ciudad de las Mujeres. Posteriormente, expuso su trabajo en varios espacios, incluido el Center for Book Arts de Nueva York en 2008, y Galerija 101 en Kaunas en 2009.
También fue curadora de la exposición "Territorios del terror: recuerdos y mitologías del Gulag en el arte ruso-estadounidense contemporáneo" en la Galería de Arte de la Universidad de Boston en 2006. En la exposición se presentaron obras de Vitaly Komar, Alexander Melamid, Leonid Sokov, Grisha Bruskin, Eugene Yelchin, Irina Nakhova y Vadim Zakharov. La exposición abordó el doble imperativo de la historia y la mitología del Gulag, el mapa y el territorio. También editó el catálogo de la exposición que acompañó a la exposición. En 2016, el cortometraje de Boym Remembering Forgetting sobre su emigración debutó póstumamente en Viena.

## Vida personal
Falleció el 5 de agosto de 2015, a los 56 años, en Boston, Massachusetts, a causa del cáncer que padecía. Le sobrevivió su pareja, la teórica política Dana Villa.